# А Ем Ге
Мерцедес-AMG ООД (на немски: Mercedes-AMG GmbH), по-известно като AMG е спортното подразделение на Мерцедес-Бенц, което освен със спортната програма на фирмата се занимава и с тунинговане на моделите ѝ, а от 2006 г. разработва първия си изцяло собствен продукт – „Мерцедес-Бенц SLS AMG“, който дебютира през 2010 г.

## История
Фирмата е основана на 1 юни 1967 г. в Бургщетен (близо до Щутгарт), провинция Баден-Вюртемберг, от бившите инженери на Мерцедес Ханс Вернер Ауфрехт и Ерхард Мелхер. Цялото ѝ име по това време е AMG Motorenbau und Entwicklungsgesellschaft mbH, а съкращението AMG идва от инициалите на двамата си основатели и на родното място на Ауфрехт Гросаспах. Компанията започва да произвежда двигатели за спортни и състезателни автомобили, а по-късно и да тунингова модели на Мерцедес – третата генерация SL-класа, втората генерация на S-класа и последната генерация Мерцедес 190, използвайки опита си и технологиите от моторните спортове. До средата на 80-те години това са неофициални тунинг пакети и аксесоари. Сред типичните екстри в периода 1979 – 1985 г. са 15- или 16-цолови джанти Penta, производство на ATS, седалки Recaro, боядисване на външните хромирани части, спортен волан, по-ниско и по-твърдо окачване, аеродинамични спойлери, подобрена изпускателна система и т.н.
През 1976 г. капацитетът на фабриката в Бургщетен не достига за изпълнение на нарастващия брой поръчки и поделението за тунинг е преместено в Афалтербах, докато производството на двигатели остава в Бургщетен. Мелхер напуска ръководството на фирмата, но остава като работник в Бургщетен. AMG е първата фирма, която започва да тунингова модели на Мерцедес и бързо се превръща в образец за подражание – на изложението във Франкфурт през 1981 г. цели 176 от изложителите тунинговат или предоставят аксесоари за модели на Мерцедес. AMG продължава да се разраства и през 1985 г. е отворен втори завод, а за компанията вече работят 100 души. Клиенти на фирмата стават хора от цял свят, сред които и звезди от шоубизнеса и спорта.
През 1990 г. AMG и Даймлер-Бенц АД подписват договор за сътрудничество, по силата на който AMG може да използва дистрибуторската мрежа и сервизи на Мерцедес и впоследствие на който двете компании започват да изработват съвместни модели, първият от които е Мерцедес-Бенц С 36 AMG от 1993 г. Също през 1990 г. е отворена трета фабрика, а броят на заетите в AMG нараства до 400. На 1 януари 1999 г. ДаймлерКрайслер придобива 51% от акциите на AMG и дружеството е преименувано на Мерцедес-AMG ООД. Отделът за поризводство на сътезателни двигатели продължава да съществува в Бургщетен под името HWA (инициалите на Ханс Вернер Ауфрехт). На 1 януари 2005 г. Ауфрехт продава и останалите си акции на ДаймлерКрайслер и оттогава AMG е стопроцентова дъщерна компания на Даймлер. През 2006 г. е открито поделението AMG PERFORMANCE STUDIO, което разработва специални лимитирани серии модели AMG, като например Signature и Black.
Всички двигатели на AMG се изработват ръчно от по един човек на принципа „един работник – едни двигател“. Това се удостоверява с пластина с подписа на съответния човек, монтирана на двигателя.
От 1999 г. насам AMG доставя модифицирани V12 двигатели на Мерцедес за италианския производител на суперавтомобили Пагани.

## Моторни спортове
В края на 60-те и началото на 70-те години AMG участва в различни състезания за туристически автомобили с модифицираната лимузина Мерцедес 300 SEL 6.3. Първият голям успех е второто място в общото класиране на 24-те часа на Спа през 1971 г. и победа в своя клас. По-късно през 70-те години AMG използва купето 450 SLC 5.0, което е на базата на SL-класата. След пускането на пазара на модела Мерцедес 190 Е 2.3 – 16, компанията започва да използва модифицирана негова версия в ДТМ, германския шампионат за туристически автомобили. В края на десетилетието Мерцедес започва да подпомага AMG в състезанията, така че AMG добива статута на заводски отбор. С модела 190 Е Клаус Лудвиг печели шампионата, първа титла от общо осем за AMG и Мерцедес в този шампионат. През 1994 и 1995 г. Лудвиг и Бернд Шнайдер печелят нови две титли, този път с автомобили, базирани на първата генерация С-класа. В края на 1995 AMG става собственост на MERCEDES-BENZ.
От 1996 г. AMG е официален доставчик на колите за сигурност и линейките във Формула 1. Актуалните кола за сигурност и линейка са съответно Мерцедес SL 63 AMG и Мерцедес C 63 AMG комби. Използваните дотогава модели са: кола за сигурност – C 36 AMG (1996), CLK 55 AMG (1997, 1998, 1999), CL 55 AMG (2000), SL 55 AMG (2001, 2002), CLK 55 AMG (2003), SLK 55 AMG (2004, 2005), CLK 63 AMG (2006, 2007), SL 63 AMG (2008, 2009); линейка – C 36 AMG (1996, 1997), E 60 AMG (1997), C 55 AMG комби (1998, 1999, 2000), C 32 AMG комби (2001, 2002, 2003), C 55 AMG комби (2004, 2005, 2006, 2007), C 63 AMG комби (2008, 2009).
След като през 1999 г. Мерцедес се сдобива с мажоритарния дял акции на AMG, основаната от Ауфрехт HWA поема спортната програма на Мерцеде и AMG и подготвя заводските отбори в ДТМ, както и двигатели за Формула 3. Пилоти на Мерцедес-AMG печелят още пет титли от ДТМ – четири пъти Бернд Шнайдер (2000, 2001, 2003 и 2006) и Гари Пафет (2005).

## Модели
Моделите на AMG получават наименованието си в съответствие с двигателя си. Произвеждат се три двигателя – 5.4-литров V8, 6.2-литров V8 и 6.0-литров V12, като моделите носят в името си съответно числата 55, 63 и 65. До 2006 г. стандартните двигатели в цялата гама модели на AMG са 5.4-литровите, но те се монтират само в моделите SLK 55 AMG и G 55 AMG. Модифицирана версия на този агрегат се използва в Мерцедес SLR Макларън. 6.2-литровият двигател се предлага в CL-, CLK-, CLS-, E-, C-, M-, S- и SL-класа, а 6.0-литровият – в моделите от високия клас (S-, SL- и CL-класа), както и в Майбах 57S и Майбах 62S.

### Х 55 AMG модели
| Модел                   | Години      | Мощност         | Варианти                         |
| ----------------------- | ----------- | --------------- | -------------------------------- |
| C 55 AMG                | 1999 – 2001 | 255 кВ/347 к.с. | лимузина, комби                  |
| C 55 AMG                | 2004 – 2007 | 270 кВ/367 к.с. | лимузина, комби                  |
| CL 55 AMG               | 1999 – 2002 | 265 кВ/360 к.с. | купе                             |
| CL 55 AMG               | 2002 – 2006 | 368 кВ/500 к.с. | купе                             |
| CLK 55 AMG              | 1999 – 2002 | 255 кВ/347 к.с. | купе, кабриолет                  |
| CLK 55 AMG              | 2002 – 2006 | 270 кВ/367 к.с. | купе, кабриолет                  |
| CLS 55 AMG              | 2004 – 2006 | 350 кВ/476 к.с. | купе 4 врати                     |
| E 55 AMG                | 1997 – 2002 | 260 кВ/354 к.с. | лимузина, комби                  |
| E 55 AMG 4MATIC         | 1999 – 2002 | 260 кВ/354 к.с. | лимузина, комби                  |
| E 55 AMG                | 2003 – 2006 | 350 кВ/476 к.с. | лимузина, комби                  |
| G 55 AMG                | 2000 – 2004 | 260 кВ/354 к.с. | джип с дълга и много дълга база  |
| G 55 AMG                | 2004 – 2005 | 350 кВ/476 к.с. | джип с дълга база                |
| G 55 AMG                | 2005 – 2008 | 368 кВ/500 к.с. | джип с дълга база                |
| G 55 AMG                | 2008 –      | 373 кВ/507 к.с. | джип с дълга база                |
| ML 55 AMG               | 2001 – 2003 | 255 кВ/347 к.с. | SUV                              |
| S 55 AMG                | 1999 – 2002 | 265 кВ/360 к.с. | лимузина с нормална и дълга база |
| S 55 AMG                | 2002 – 2005 | 368 кВ/500 к.с. | лимузина с нормална и дълга база |
| SL 55 AMG               | 1999 – 2001 | 260 кВ/354 к.с. | кабриолет                        |
| SL 55 AMG               | 2001 – 2005 | 368 кВ/500 к.с. | кабриолет                        |
| SL 55 AMG               | 2006 – 2007 | 380 кВ/517 к.с. | кабриолет                        |
| SLK 55 AMG              | 2004 –      | 265 кВ/360 к.с. | кабриолет                        |
| SLK 55 AMG Black Series | 2006 –      | 294 кВ/400 к.с. | купе                             |

### Х 63 AMG модели
| Модел                   | Години      | Мощност         | Варианти                         |
| ----------------------- | ----------- | --------------- | -------------------------------- |
| C 63 AMG                | 2007 –      | 336 кВ/457 к.с. | лимузина, комби                  |
| CL 63 AMG               | 2006 –      | 386 кВ/525 к.с. | купе                             |
| CLK 63 AMG              | 2006 –      | 354 кВ/481 к.с. | купе, кабриолет                  |
| CLK 63 AMG Black Series | 2007 –      | 373 кВ/507 к.с. | купе                             |
| CLS 63 AMG              | 2006 –      | 378 кВ/514 к.с. | купе 4 врати                     |
| E 63 AMG                | 2006 –      | 378 кВ/514 к.с. | лимузина, комби                  |
| ML 63 AMG               | 2006 –      | 375 кВ/510 к.с. | SUV                              |
| R 63 AMG                | 2006 – 2007 | 375 кВ/510 к.с. | Миниван                          |
| S 63 AMG                | 2007 –      | 386 кВ/525 к.с. | лимузина с нормална и дълга база |
| SL 63 AMG               | 2008 –      | 386 кВ/525 к.с. | кабриолет                        |

### Х 65 AMG модели
| Модел                  | Години | Мощност         | Варианти                         |
| ---------------------- | ------ | --------------- | -------------------------------- |
| CL 65 AMG              | 2007 – | 450 кВ/612 к.с. | купе                             |
| S 65 AMG               | 2007 – | 450 кВ/612 к.с. | лимузина с нормална и дълга база |
| SL 65 AMG              | 2007 – | 450 кВ/612 к.с. | кабриолет                        |
| SL 65 AMG Black Series | 2008 – | 493 кВ/670 к.с. | купе                             |

### Други модели
В миналото AMG произвежда и други различни по обем двигатели. Единственият дизелов двигател е 3.0-литров CDI, използван в периода 2003 – 2004 във всички версии на С-класата.
| Модел        | Години      | Мощност         | Варианти               | Бройки |
| ------------ | ----------- | --------------- | ---------------------- | ------ |
| C 30 CDI AMG | 2003 – 2004 | 170 кВ/231 к.с. | лимузина, комби, купе  |        |
| С 32 AMG     | 2001 – 2004 | 260 кВ/354 к.с. | лимузина, комби, купе  |        |
| SLK 32 AMG   | 2001 – 2004 | 260 кВ/354 к.с. | купе, кабриолет        |        |
| С 36 AMG     | 1993 – 1996 | 206 кВ/280 к.с. | лимузина               |        |
| Е 36 AMG     | 1995 – 1996 | 206 кВ/280 к.с. | комби, купе, кабриолет |        |
| С 43 AMG     | 1997 – 2001 | 225 кВ/306 к.с. | лимузина, комби        |        |
| Е 50 AMG     | 1996 – 1997 | 255 кВ/347 к.с. | лимузина               |        |
| Е 60 AMG     | 1996 – 1998 | 280 кВ/381 к.с. | лимузина               |        |
| SL 60 AMG    | 1993 – 1998 | 280 кВ/381 к.с. | купе, кабриолет        | 633    |
| SL 70 AMG    | 1997 – 2000 | 365 кВ/496 к.с. | купе, кабриолет        | 150    |
| SL 73 AMG    | 1999 – 2001 | 386 кВ/525 к.с. | купе, кабриолет        | 42     |